# Антоніо Нуньєс
Антоніо Нуньєс (ісп. Antonio Núñez, нар. 15 січня 1979, Мадрид) — іспанський футболіст, півзахисник клубу «Рекреатіво».
Виступав, зокрема, за клуби «Реал Мадрид» та «Ліверпуль», ставши з останнім переможцем Ліги чемпіонів УЄФА.

## Ігрова кар'єра
Нуньєс почав свою футбольну кар'єру в клубі «Сан-Федеріко», а пізніше перейшов до команди третього дивізіону «Лас-Розас». В 2001 році він підписав контракт з клубом, за який вболівав з дитинства — мадридським «Реалом». Провівши два сезони в резервній команді «вершкових», він нарешті став викликатися і в перший склад. У 2004 році, коли Майкл Оуен вирішив покинути «Ліверпуль», щоб приєднатися до «Реалу», тренер мерсісайдців Рафаель Бенітес висунув умову, за якою частиною операції з трансферу Оуена в «Реал» повинен був стати перехід Нуньєса у зворотному напрямку, на що мадридці і сам Антоніо погодились і трансфер відбувся.
У новій команді Нуньєс не зміг відразу продемонструвати максимум своїх можливостей, так як на першому ж тренуванні отримав травму коліна, через яку вибув на три місяці. Дебют Антоніо відбувся в матчі з «Арсеналом» (2:1), в якому він вийшов на заміну на 69 хвилині замість Флорана Сінама-Понголя. Однак гра Нуньєса в цьому і наступних матчах поставила питання про те, чи відповідає він рівню своїх партнерів.
У лютому 2005 року Нуньєс забив свій перший і єдиний гол за «Ліверпуль» — у фіналі Кубка Ліги він вразив ворота « Челсі», однак це не завадило «синім» виграти з рахунком 3:2. Тим самим Нуньєс став єдиним гравцем в історії «Ліверпуля», який забив лише один гол, але зробив це у фіналі серйозного турніру. Хоча вже влітку 2005 року Антоніо покинув «Ліверпуль» і повернувся до Іспанії, він встиг отримати медаль переможця Ліги чемпіонів, так як він взяв участь у кількох матчах кампанії, а також був на лавці запасних у фінальному матчі проти «Мілана» у Стамбулі, але на полі так і не вийшов.
Влітку 2005 року уклав контракт з «Сельтою», яка щойно повернулася у вищий дивізіон країни. Провівши за «Сельту» 3 сезони, Антоніо перебрався до «Мурсії», де провів ще один рік.
У серпні 2009 року Нуньєс перейшов у кіпрський клуб «Аполлон», з яким в першому ж сезоні став володарем Кубка Кіпру.
У січні 2011 року повернувся на батьківщину, ставши гравцем «Уески», в якій виступав до кінця сезону 2012/13, за підсумками якого клуб вилетів з Сегунди.
Протягом сезону 2013/14 виступав за «Депортіво», якому допоміг повернутись в Ла Лігу, проте надалі контракт продовжений не був і гравець залишився виступати в Сегунді, підписавши контракт з «Рекреатіво». За підсумками сезону 2014/15 клуб вилетів до Сегунди Б, проте Антоніо продовжив виступи за клуб. Наразі встиг відіграти за клуб з Уельви 44 матчі в національному чемпіонаті.

## Титули і досягнення
- Переможець Ліги чемпіонів УЄФА (1):

«Ліверпуль»: 2004-05
- Володар Суперкубка Іспанії (1):

«Реал Мадрид»: 2003
- Володар Кубка Кіпру (1):

«Аполлон»: 2009-10